# Coahuilteeks

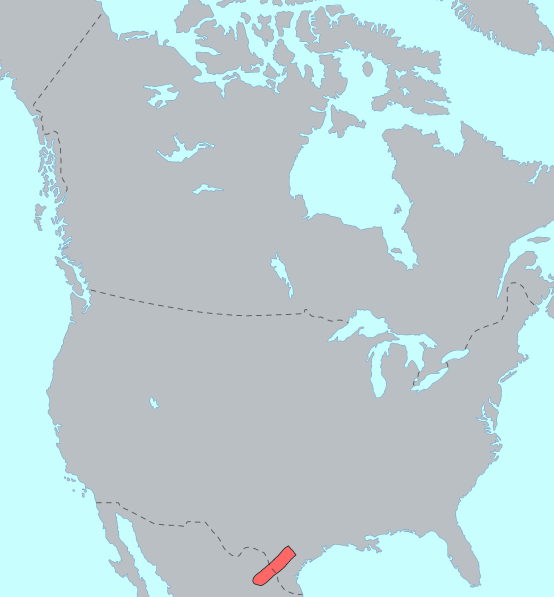
Couahuilteken:taal

Coahuilteeks was een taal die werd gesproken in Zuid-Texas en Noordoost-Mexico. Ze werd slechts gesproken door de Coahuilteken, een volk van indiaanse jager-verzamelaars.

## Linguïstische indeling
De meeste informatie omtrent het Coahuilteeks is aangetroffen in verslagen van Spaanse missionarissen en ontdekkingsreizigers uit de 18e eeuw, maar deze informatie is niet voldoende om zijn verwantschap met zekerheid vast te stellen.
Deze taal werd aanvankelijk in de linguïstiek voorgesteld als deel uitmakend van een familie talen waartoe ook de taal van de Cotoname behoorde. Een latere indeling was ruimer en bracht ook de Comecrudotalen, Karankawa en Tonkawa erin onder. Tegenwoordig wordt ervan uitgegaan dat al deze talen isolaten zijn en dus niet verwant, waarbij de Comecrudotalen een aparte familie vormen. Edward Sapir linkte het Coahuilteeks in 1920 met de omstreden Hokantalen.